# Alicia en el país de las maravillas (película de 2010)
Alicia en el país de las maravillas (título original en inglés: Alice in Wonderland) es una película de fantasía estadounidense, dirigida por Tim Burton, producida y distribuida por Walt Disney Pictures. Está inspirada en los libros Las aventuras de Alicia en el país de las maravillas y A través del espejo y lo que Alicia encontró allí —ambos de Lewis Carroll—, así como en la película animada de Disney de 1951 Alicia en el país de las maravillas. En América Latina, se estrenó entre el 4 y el 5 de marzo de 2010, aunque en Chile, como consecuencia del terremoto, se estrenó el 13 de mayo. En España, se estrenó el viernes 16 de abril de 2010. La película se lanzó en Disney Digital 3D y en IMAX 3D, así como en 2D en cines tradicionales; fue candidata a tres premios Óscar, y obtuvo dos de ellos.
Cuenta con Mia Wasikowska en el papel de Alicia, Johnny Depp en el papel del Sombrerero Loco y las actuaciones de Helena Bonham Carter, Anne Hathaway y Crispin Glover, entre otros.
En noviembre de 2013, Johnny Depp y Mia Wasikowska confirmaron su participación en la segunda parte de la película, que se empezó a grabar en julio de 2014 y se estrenó el 27 de mayo de 2016, bajo el título Alicia a través del espejo.

## Argumento
En Inglaterra, la pequeña niña Alicia Kingsleigh tiene una pesadilla sobre un mundo fantástico con seres extraños. Mientras le cuenta a su padre, Charles Kingsleigh, este la consuela y le explica que los sueños no pueden lastimarla. Aún así, los sueños extraños continúan durante trece años.
Siendo ya una joven de diecinueve años y acompañada por su madre Helen Kingsleigh, acude a una fiesta patrocinada por la Familia Ascot. Su patriarca, Lord Ascot, era un antiguo socio del difunto padre de Alicia. Al llegar a la fiesta, Alicia va a bailar con el desagradable hijo de la pareja, Hamish Ascot, un muchacho que cree que los ideales revolucionarios de la chica son inútiles.
Después de ver a varios invitados entre ellos a su tía Imogene que sufre alucinaciones; Lowell, el esposo de su hermana, quien le es infiel; Lady Ascot, la madre de Hamish, y dos gemelas, Alicia observa un conejo blanco con ropa que corre a través de las plantas del jardín donde se celebra la fiesta. Al mismo tiempo, descubre que se trata de una fiesta de compromiso, pues quieren emparejarla con Hamish.
Durante la proposición, Alicia vuelve a ver al conejo y con muchas dudas en su cabeza huye con la excusa de pensar en lo que el muchacho le había preguntado.
La joven persigue al conejo hasta un viejo árbol torcido, a cuyo pie se encuentra un agujero. Se arrodilla para descubrir lo que hay dentro pero un trozo de tierra se desmorona y cae. El agujero está lleno de muebles, enseres y lámparas, cae hasta llegar a una sala circular llena de puertas donde encuentra una llave que solamente abre una entrada pequeña.
Después de algunos percances, como ser encogida por una poción y agigantada por un pastelillo, Alicia logra salir por la puerta pequeña. De este modo llega a un lugar llamado "Infratierra", un sitio parecido a sus sueños por lo que ella cree que se trata de otra pesadilla.
Allí conoce a unas criaturas extrañas que, como el Conejo Blanco, tienen la capacidad de hablar. Varias flores con cara, los gemelos Tweedledee y Tweedledum, un dodo y una lirona parlante llamada Mallymkun. En ese momento, todos discutían debido a que esperaban a una Alicia diferente (al referirse a una niña).
Ante la duda, la llevan con Absolem. La oruga azul y guardián del Oráculo, un pergamino que registra tanto los días pasados de "Infratierra" como los futuros y se revela el "Frabulloso Día". Evento en el cual Alicia debe destruir al Jabberwocky, una criatura gigante parecida a un dragón, para terminar con el reinado de la Reina Roja. Al enterarse de la profecía, Alicia teme no ser aquella mujer y Absolem concluye que ella no es la Alicia correcta por el momento.
Mientras discuten por el hecho de que ella no es la Alicia que buscaban y la chica sigue creyendo que todo es un sueño, son atacados por el Bandersnatch, una criatura similar a un perro-oso gigante, y los Caballeros Rojos pertenecientes al ejército de la Reina Roja. A excepción de la lirona y los gemelos, todos escapan. Mientras cree que todo es parte de un sueño, Alicia es rasguñada en el brazo por el Bandersnatch y ve cómo Mallymkun le saca un ojo a la bestia para salvarla.
Al llegar a un camino que se divide en dos, el Ave Jub Jub atrapa a los Tweedles y los lleva al Castillo de la Reina Roja. Ahí se presenta Iracebeth, una mujer que se emberrincha fácilmente como una niña y que tiene una cabeza demasiado grande.
Su amado Ilosovic Stayne, líder del ejército, le lleva a la reina el Oráculo. Así descubre que Alicia ha regresado a "Infratierra" y que está destinada a destruir al Jabberwocky lo cual iba a acabar con su reinado. Temerosa de que esto ocurra, la reina manda buscar a Alicia a través de un perro llamado Bayard. Desesperado por las amenazas hacia su familia, y para sea liberada de la reina, decide ayudar al ejército en la búsqueda de la chica.
Mientras tanto, Alicia camina por un bosque y se encuentra con Sonriente, un Gato Cheshire que puede flotar y evaporarse. Él le venda la herida y la lleva con la Liebre de Marzo y el Sombrerero Loco. Al llegar, se encuentran a ambos celebrando una Fiesta de Té junto con Mallymkun. El Sombrerero Loco reconoce de inmediato a su amiga Alicia y confirma a sus compañeros que es a la que buscaban y que pueden comenzar los planes del "Frabulloso Día". Evento en el que la Reina Blanca, verdadera monarca de "Infratierra" y hermana de la Reina Roja, recuperará su corona.
En ese momento, Bayard guía a Ilosovic y su caballería a la fiesta. El Sombrerero decide encoger un poco más a Alicia para ocultarla en una tetera, mientras que el perro se escabulle debajo de la mesa y se acerca gruñendo. Pero antes de anunciar lo que encontró, el Sombrerero lo convence de no hacerlo al pronunciar su frase contra Iracebeth: “Fin a la inmensa cabezota”. Es así que el sabueso desvía a la guardia a otro lado y salva a Alicia.
El Sombrerero decide llevar a la joven al castillo de la Reina Blanca. Mientras caminan llegan a un pueblo en ruinas. Lugar donde el Jabberwocky atacó, la Reina Blanca perdió su corona y el caballero propietario de la Espada Vórpica (la única arma capaz de herir a la criatura) fue asesinado. Ese día el arma cayó en manos de la Reina Roja, junto con la corona de su hermana. Mientras relata la historia, los Caballeros Rojos se aproximan y el Sombrerero arroja su sombrero, donde tenía oculta a Alicia, al otro lado de un río. La chica ve cómo su amigo es atrapado y llevado al castillo.
Alicia es encontrada por Bayard, quien arrepentido por sus acciones le ofrece llevarla ante la Reina Blanca. Sin embargo, ella se niega y le pide que la guíe hacia el castillo de la Reina Roja para salvar al Sombrerero. Al llegar, se escabulle por un agujero mientras el perro lanza el sombrero a los jardines del palacio. Alicia descubre a la reina jugando croquet con sus súbditos, los cuales también se caracterizan por tener partes del cuerpo más grandes. En ese momento, se encuentra con el Conejo Blanco quien le ofrece un trozo del pastelillo para que pueda volver a su estatura y crecer. Sin embargo, se excede en la cantidad que consume y crece de forma desmesurada, y al sobresalir de los arbustos es descubierta por la Reina Roja.
Alicia miente y se presenta con el nombre de "Am", explica que está allí debido a su crecimiento exagerado. La Reina la recibe con agrado y la invita a sentarse a su lado en la Sala del Trono. En ese momento, llega Ilosovic quien muestra una gran atracción hacia ella. Inmediatamente, la reina le pregunta por su prisionero y él responde que no ha revelado nada. Entonces les ordena a los Caballeros Rojos que traigan al Sombrerero a fin de interrogarlo, pero él sólo ofrece sus servicios como sombrerero para alabar la gran cabeza de la reina y ella accede.
Mientras tanto, Bayard se dirige al Castillo de la Reina Blanca. Allí encuentra a Mirana, una mujer bondadosa y dedicada. El sabueso le informa de la llegada de Alicia y de su estancia en el Castillo de la Reina Roja. También explica que quizá la chica pueda recuperar la Espada Vórpica.
En el castillo de la Reina Roja, Alicia se encuentra al Sombrerero. Mientras fabrica sus sombreros, se lamenta por trabajar para la Reina y le pide que busque al Conejo Blanco, pues él sabe dónde está la Espada Vórpica.
La Reina Roja e Ilosovic conversan sobre Alicia y el hecho de que si el Jabberwocky fuese asesinado los súbditos de la Reina Blanca se rebelarían contra ella. Él le comenta que es mejor ser temida que amada y recuerdan el día que mandó a decapitar al rey porque ella lo amaba y él no sentía lo mismo. Mientras hablan, el Conejo Blanco aprovecha la ocasión y roba el Oráculo de la habitación.
Alicia camina por los pasillos del castillo y se topa con los Tweedles, quienes la llevan con el conejo. En ese momento, le indica el sitio donde se halla la espada, un lugar donde duerme el Bandersnatch. La llave para abrir el baúl donde está la espada cuelga del cuello de la bestia. Entonces la joven decide buscar a Mallymkun, que estaba en el castillo y tenía en su poder el ojo de la criatura, a fin de pedírselo y devolverlo. Pero en el trayecto, Ilosovic la acorrala y le declara su amor. Alicia lo rechaza pero una de las sirvientas los ve y se lo cuenta a la reina, lo cual provoca su ira.
Alicia llega al cobertizo y Bandersnatch no la ataca por devolverle su ojo. En ese momento, la herida que él le causó comienza a dolerle. Se quita la venda, nota que la lesión empeoró y se queda dormida. Cuando despierta por la mañana logra quitarle la llave y Bandersnatch le cura el rasguño con su lengua. A continuación, la joven abre el cofre y toma la espada. Mientras tanto, Ilosovic acusa a Alicia de haber querido seducirlo y la reina enfurecida ordena que le corten la cabeza.
Alicia llega para liberar al Sombrerero e Ilosovic aparece para atraparla. Su amigo lo distrae pero, por accidente, Mallymkun llama a Alicia por su nombre. Ilosovic se da cuenta de que se trata de la auténtica Alicia y tras noquear al Sombrerero, ordena a los Caballeros Rojos capturarla. Sin embargo, el Bandersnatch se libera de su jaula y la rescata. Ambos huyen y se encuentran con Bayard, quien los acompaña al castillo de la Reina Blanca.
Ilosovic informa a la Reina Roja sobre el robo de la espada y la fuga del Bandersnatch. También le dice que mantiene cautivos al Sombrerero Loco y a Mallymkun, a los que condena a ser decapitados.
Ya en el castillo de la Reina Blanca, Alicia entrega la Espada Vórpica a Mirana. La mujer coloca el arma junto a la armadura del caballero que alguna vez fue su dueño. Luego, lleva a la chica a la cocina y prepara una poción para devolverle su tamaño original. Le menciona que alguien desea verla y la conduce a un jardín. Allí está Absolem, ya envuelto en un capullo le dice que ahora es más Alicia de lo que era la primera vez que la vio.
En el Castillo de la Reina Roja, el Sombrerero recibe la visita de Sonriente quien le pide su sombrero ya que esa es su última noche. En la mañana de la ejecución, el Sombrerero solicita usar su sombrero. Justo cuando el verdugo va a matarlo, la figura del hombre desaparece y el sombrero flota en el aire revelando que se trataba de la ilusión del Gato Cheshire. El Sombrerero aparece detrás de la reina y expone a sus sirvientes, los cuales tienen extremidades exageradamente grandes que son una farsa. Utilizando un poste de banderín, desciende hasta el patio y exhorta a todos a rebelarse contra la Reina Roja gritando: “Fin a la inmensa cabezota”. 
Iracebeth, furiosa, ordena liberar al Ave Jub Jub para que ataque a los presentes. Aún así, el Sombrerero, Mallymkun, los Tweedles y la familia de Bayard consiguen escapar del palacio. La Reina Roja admite que Ilosovic tenía razón acerca de ser temida en vez de amada y manda preparar al Jabberwocky para la batalla.
En el castillo de la Reina Blanca, Alicia ve cómo sus amigos regresan. Bayard se reúne con su familia, y la chica se alegra al encontrar sano al Sombrerero. Sin embargo, todavía piensa que todo es un sueño.
Al día siguiente, durante el "Frabulloso Día", el Conejo Blanco pide a un caballero que enfrente al Jabberwocky. Pero, según el Oráculo, es Alicia quien debe luchar contra él. Mirana la insta a tomar su propia decisión, pues tendrá que pelear sola. Aún indecisa, Alicia se aparta para pensar y se dirige a un sector del castillo donde está Absolem. Ya casi totalmente en su capullo, le dice que entenderá qué hacer cuando sepa quién es en realidad. Irritada, Alicia responde que sabe quién es. Entonces Absolem expresa que ya era hora y le recuerda que, en su primera visita, llamó a Infratierra “el País de las Maravillas”. De este modo, Alicia empieza a recordar su visita cuando era niña y comprende que ese mundo y todos sus amigos son reales. Antes de envolverse por completo en su capullo, Absolem le dice que se aferre bien a la espada pues ahora conoce sus propios deseos.
Con la Reina Roja e Ilosovic a la cabeza, el Ejército Rojo avanza hacia el campo de batalla. Mientras Mirana aguarda a Alicia, temiendo que no aparezca. Sin embargo, la chica llega con la Espada Vórpica y montada en el Bandersnatch. Ya en el campo, la Reina Blanca intenta razonar con su hermana, pero no lo logra. Iracebeth llama al Jabberwocky, un dragón capaz de hablar y lanzar rayos morados con su aliento.
Alicia lo encara empuñando la Espada Vórpica y le corta la lengua en el primer movimiento. El Jabberwocky la arroja con su cola y la despoja del arma, pero el Sombrerero lo distrae clavándole la espada en la cola. Viendo la situación, la Reina Roja ordena a sus tropas pelear e Ilosovic se enfrenta al Sombrerero. Alicia se escabulle por unas ruinas tratando de escapar del Jabberwocky. Finalmente, sube hasta la cima de una antigua torre donde el dragón casi la atrapa. El Sombrerero logra derribar a Ilosovic y le arrebata su espada.
El Jabberwocky lanza a Alicia por los aires, pero antes de caer grita “Perderás la cabeza” y lo decapita con la Espada Vórpica. La cabeza cae por las escaleras hasta los pies de la Reina Roja. Tras verlo, la reina ordena a sus tropas atacar a Alicia pero estas se niegan y se ponen de parte de Mirana. Sonriente le quita la corona a Iracebeth y se la entrega a la Reina Blanca. Mirana decide no ejecutar a su hermana y la destierra a las Tierras Lejanas junto a Ilosovic. Este último, intenta atacarla pero es detenido por el Sombrerero.
El Sombrerero festeja el "Frabulloso Día" con un baile. Agradecida, Mirana le entrega a Alicia un frasco con la Sangre del Jabberwocky y le explica que es la manera de volver a su mundo. El Sombrerero le pide que se quede, y aunque lo contempla, responde que tiene asuntos pendientes en su hogar y promete regresar cuando menos se lo imagine. Alicia bebe la sangre del Jabberwocky y el Sombrerero se despide diciendo “Viaje bueno, Alicia”. La joven reaparece en el agujero del árbol. La celebración en el jardín de los Ascot, aún continuaba como si no hubiese pasado el tiempo.
Alicia regresa a la fiesta, todos se sorprenden por su aspecto desaliñado y la herida en su brazo. Ella se disculpa con Hamish por rechazar su propuesta de matrimonio. Le declara a su hermana que la ama pero que tomará sus propias decisiones. Advierte al esposo de su hermana que puede revelar su infidelidad. Aconseja a su tía Imogene sobre sus alucinaciones. Y reprende a Lady Ascot por su desagrado hacia los animales. Luego, asegura a su madre que habrá algo bueno que hacer con su vida. Finalmente, habla con Lord Ascot en su estudio. Al constatar que las ideas innovadoras de Alicia son las mismas que tenía su padre, Lord Ascot le ofrece convertirse en aprendiz de la compañía que él adquirió tras la muerte de Charles Kingsleigh. Alicia acepta el trato.
Tiempo después, la joven zarpa en barco para iniciar una nueva etapa. Se despide de su familia y en el momento que observa el horizonte, una mariposa azul se posa en su hombro. Alicia reconoce a Absolem mientras emprende el vuelo nuevamente, alejándose de ella.

## Reparto

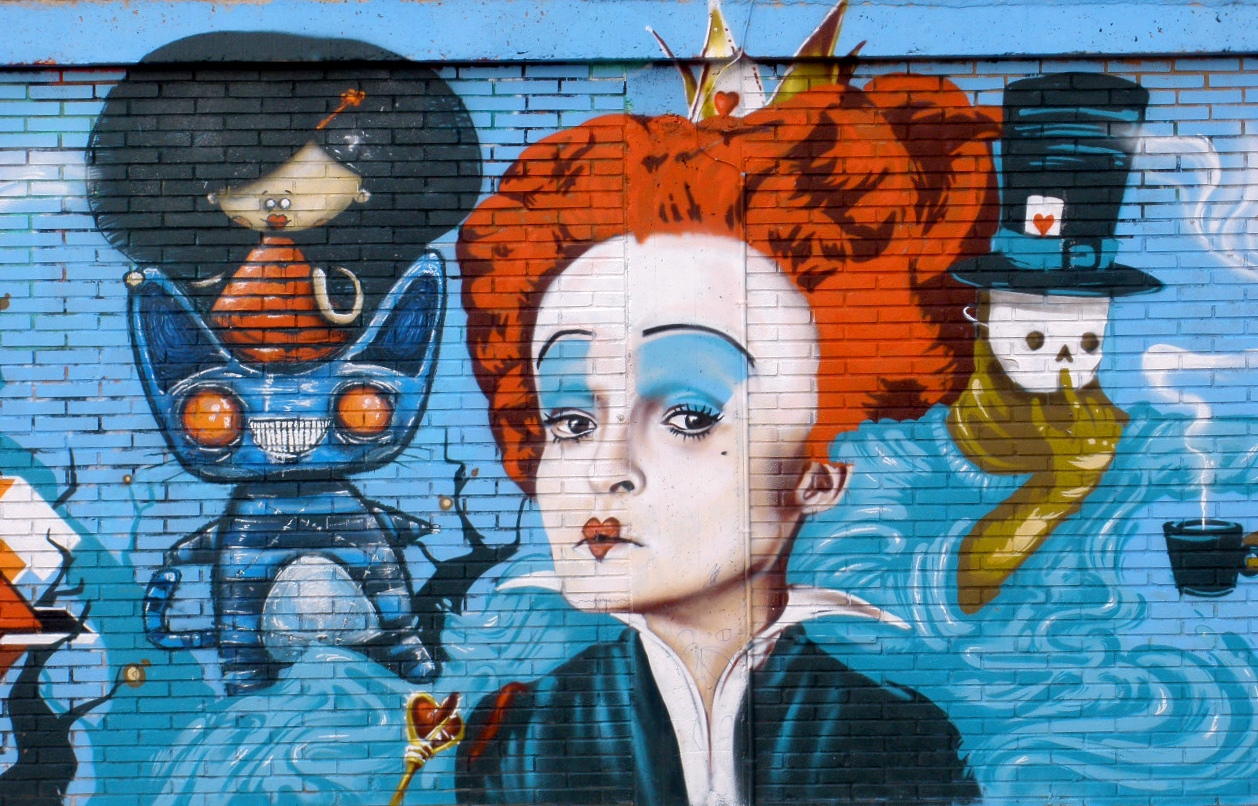
Un grafiti de Iracebeth la Reina Roja.

- Johnny Depp como Tarrant Hightopp, El Sombrerero.
- Mia Wasikowska como Alicia.
- Helena Bonham Carter como Iracebeth, la Reina Roja.
- Anne Hathaway como Mirana, la Reina Blanca.
- Crispin Glover como Ilosovic Stayne la Sota de Corazones.
- Matt Lucas como Tweedledum y Tweedledee.
- Lindsay Duncan como Helen Kingsleigh.
- Tim Pigott-Smith como Lord Ascot.
- Geraldine James como Lady Ascot.
- Leo Bill como Lord Hamish.
- Jemma Powell como Margaret Kingsleigh.
- John Hopkins como Lowell.
- Frances de la Tour como Tía Imogene.
- Marton Csokas como Charles Kingsleigh.
- Mairi Ella Challen como Alicia Kingsleigh (6 años).
- Eleanor Tomlinson como Fiona Chattaway.
- Eleanor Gecks como Faith Chattaway.

### Voces
- Imelda Staunton como las Flores Juzgonas (cameo; voz).
- Alan Rickman como Absolem la Oruga azul (voz).
- Christopher Lee como el Jabberwocky (voz).
- Stephen Fry como el Gato de Cheshire (voz).
- Michael Sheen como Nivens McTwisp el Conejo Blanco (voz).
- Paul Whitehouse como Thackery Earwicket la Liebre de Marzo (voz).
- Barbara Windsor como Mallymkun la Lirona (voz).
- Michael Gough como Uilleam el Dodo (voz).
- Timothy Spall como Bayard el Sabueso (voz).
- Natasha Rood como Darryl y Marryl (flores encantadas) (voz).

Doblaje Hispanoamericano
- Hiromi Hayakawa: Alicia
- Ricardo Tejedo: Sombrero Loco
- Erica Edwards: Reina Roja
- Cristina Hernández: Reina Blanca
- Jesús Barrero: Sota de Corazones

## Curiosidades
- En la película se recuperó al personaje de La Reina Blanca (Mirana), quien aparece en la historia original, pero fue eliminada de la película animada de Disney.

- En la película, Mirana (la Reina Blanca) menciona los ingredientes del Pishalver (la poción que vuelve a Alicia a su altura normal) que lleva una pizca de grasa de lombriz, orina de moscardón, dedos de queso, tres monedas del bolsillo de un cadáver, dos cucharadas de buenos pensamientos, saliva y un pico de pájaro de 3 metros de la Reina Blanca.

- Mientras que todas las versiones desde la original de Alicia en el país de las maravillas (libros, películas, cómics y videojuegos) suceden completamente desde el punto de vista de Alicia, en esta versión de Tim Burton por primera vez hay escenas en las que Alicia no aparece y, por ende, la existencia de los personajes no está ligada a la presencia de Alicia, ya sea en una dimensión alternativa o en la mente de Alicia.

## Producción

### Desarrollo
Jorge Roth desarrolló Alicia en el País de las Maravillas en abril de 2007 para Walt Disney Pictures con Linda Woolverton como guionista y la colaboración, entre otros, de Justin Pollard (Visual Artefact) como asesor técnico, literario y de personajes. En noviembre de 2007, Burton firmó con Disney para dirigir dos películas en Disney Digital 3-D, la cual incluyó Alicia en el País de las Maravillas y su nueva versión de Frankenweenie. Más tarde explicó: «la meta es tratar de hacer una película atractiva donde puedas obtener alguna psicología, pero también mantener la clásica naturaleza de Alicia». Sobre las versiones anteriores, Burton dijo: «Siempre es una chica deambulando de un loco personaje a otro, y nunca sentí realmente ninguna conexión emocional». Su objetivo con esta nueva película es dar a la historia «algún marco de antecedente emocional» y «tratar de hacer de Alicia una historia en lugar de una serie de eventos». Burton se centró en el poema Jabberwocky como parte de su estructura. Burton también declaró que él no ve su versión, ya sea como una secuela de cualquier película de Alicia ya existente o como una versión «re-imaginada».

### Rodaje
Originalmente la película estaba programada para ser lanzada en el 2009, pero fue aplazada hasta el 5 de marzo de 2010. El rodaje se había programado para mayo del 2008, pero no empezó hasta septiembre y concluyó tres meses después. Las escenas que tienen lugar en la época Victoriana fueron filmadas en Torpoint y Plymouth del 1 de septiembre al 14 de octubre. 250 extras locales fueron elegidos al comienzo de agosto. Las localizaciones incluyeron Antony House en Torpoint, Charlestown, Cornualles, y The Barbican, sin embargo, no se utilizaron imágenes del Barbican. El rodaje comenzó a principios de octubre en los Sony Pictures Studios de Culver City, California. Las escenas filmadas con croma, que representaban el 90% de la película, se rodaron en solo cuarenta días. Muchos del elenco y personal sintieron náuseas después de haber pasado largas horas filmando rodeados de verde, y Burton contrarrestó el efecto llevando gafas de cristales color lavanda.
Sony Pictures Imageworks diseñó las secuencias de efectos especiales, ya que a Burton le parecía que filmar en tercera dimensión era apropiado para el ambiente de la historia. Burton y Zanuck decidieron filmar con cámaras convencionales y  convertir el metraje a 3D durante la posproducción. Zanuck explicó que las cámaras 3D eran muy caras y "demasiado toscas" para ser usadas, y consideraron que no había ninguna diferencia entre el metraje convertido y el grabado directamente en ese formato. James Cameron, quien lanzó su película Avatar en 3D, criticó la elección de Burton diciendo que «no tiene ningún sentido rodar en 2D para luego convertirlo a 3D». El rodaje también tuvo lugar en los Culver Studios.

### Marketing
El 22 de junio de 2009, se difundieron las primeras imágenes de la película, las cuales mostraban a Depp como el Sombrerero Loco, Anne Hathaway como la Reina Blanca, Helena Bonham Carter como la Reina Roja, y Lucas como Tweedledee y Tweedledum. También se difundió una imagen de Alicia. En junio del 2009, se difundió un tráiler desde el punto de vista del Sombrerero Loco junto con el lanzamiento de IGN, pero fue eliminado después de que Disney afirmara que el tráiler no debía ser difundido. También estuvo planeado estrenarlo junto con el tráiler de A Christmas Carol.

## Lanzamiento
El 12 de febrero de 2010 las grandes cadenas de cines del Reino Unido habían planeado boicotear la película por la reducción, de 17 a 12 semanas, del intervalo entre el estreno en cines y el estreno en DVD. Una semana después del anuncio Cineworld, que tiene el 24% del mercado en el Reino Unido, anunció que la proyectaría en más de 150 cines. El jefe ejecutivo de Cineworld, Steve Wiener declaró: «Como líderes en 3D, no queríamos que el público se perdiera semejante espectáculo visual. Como ha demostrado el éxito de Avatar, hay un gran apetito por la experiencia 3D». Poco después Vue Cinema también alcanzó un acuerdo con Disney, pero Odeon Cinemas optó por boicotearla en Gran Bretaña, Irlanda, e Italia. El 25 de febrero de 2010 Odeon alcanzó un acuerdo con Disney y decidieron exhibir la película el 5 de marzo. El "Estreno Real" tuvo lugar en el Odeon Leicester Square de Londres el 25 de febrero de 2010 para recaudar fondos para The Prince's Foundation for Children and The Arts, con Carlos, el Príncipe de Gales y Camilla, la Duquesa de Cornualles, asistiendo al estreno. Sus planes para mostrar la película en España, Alemania, Portugal y Austria tampoco se vieron afectados. La película fue lanzada en Estados Unidos y el Reino Unido, en Disney Digital 3-D y IMAX 3-D, al igual que en cines regulares el 5 de marzo de 2010.

## Rendimiento de taquilla
Alice in Wonderland debutó en el primer lugar con más de 41 millones de dólares en América del Norte, estableciendo un récord para un estreno en marzo. Alicia hizo un estimado de $ 116.1 millones en su primer fin de semana, batiendo el mejor estreno de marzo de siempre, que se celebró con anterioridad en un 300 con $ 70 millones. Es la más alta recaudación sexto fin de semana de todos los tiempos, y el fin de semana más de apertura para una no-secuela, teniendo el récord de Spider-Man. La película hizo un adicional de $ 94 millones en otros 40 países en su primer fin de semana, poniendo su total en todo el mundo a partir de $ 210 millones. La película rompió el récord anterior de 9,5 millones de dólares en poder de Avatar en proyección IMAX al ganar 11,9 millones dólares en 188 de las pantallas de gran formato, con un promedio de 64.197 dólares por sitio.
La película recaudó 62,7 millones dólares en su segundo fin de semana, la quinta más grande de fin de semana en cifras brutas segundos y se mantuvo en el número uno. En su tercer fin de semana, se abrió en el número uno con 34,1 millones de dólares, el sexto más grande de fin de semana la tercera bruto, y un fantástico fin de semana que las liberaciones de apertura: Diario de un cabrito Wimpy, The Bounty Hunter, y Repo Men, respectivamente. En poco más de cuatro semanas, la película recaudó 331.8 millones dólares en Estados Unidos y Canadá, y 629.5 millones en otros territorios, alcanzando un total de 1.078 millones de dólares en todo el mundo. Convirtiéndose en la película más taquillera de 2010, la número 10ª de las Películas con las mayores recaudaciones: al principio era la sexta solo por detrás de Toy Story 3 y en 2011 fue superada por Harry Potter y las Reliquias de la Muerte: parte 2 y Transformers: el lado oscuro de la luna respectivamente.

## Recepción crítica
La película recibió críticas mixtas de parte de la crítica y la audiencia. En el portal Rotten Tomatoes tiene una aprobación de 52%, basada en 262 reseñas, con una calificación de 5.7/10 de parte de la crítica, con un consenso que dice «la Alicia de Tim Burton sacrifica lo mínimo de coherencia narrativa del libro -y gran parte de su corazón- pero es un innegable regalo para la vista», mientras que por parte de la audiencia posee una aprobación de 55% basada en 478 783 votos y con una puntuación de 3.5/5.
La página Metacritic le ha dado una puntuación de 53, basada en 38 reseñas, indicando "críticas mixtas". Las audiencias de CinemaScore le han dado una puntuación de "A-" en una escala de A+ a F, mientras que los usuarios de IMDb le han dado una puntuación de 6.5/10 basada en 298 134 votos.

## DVD y Blu-ray

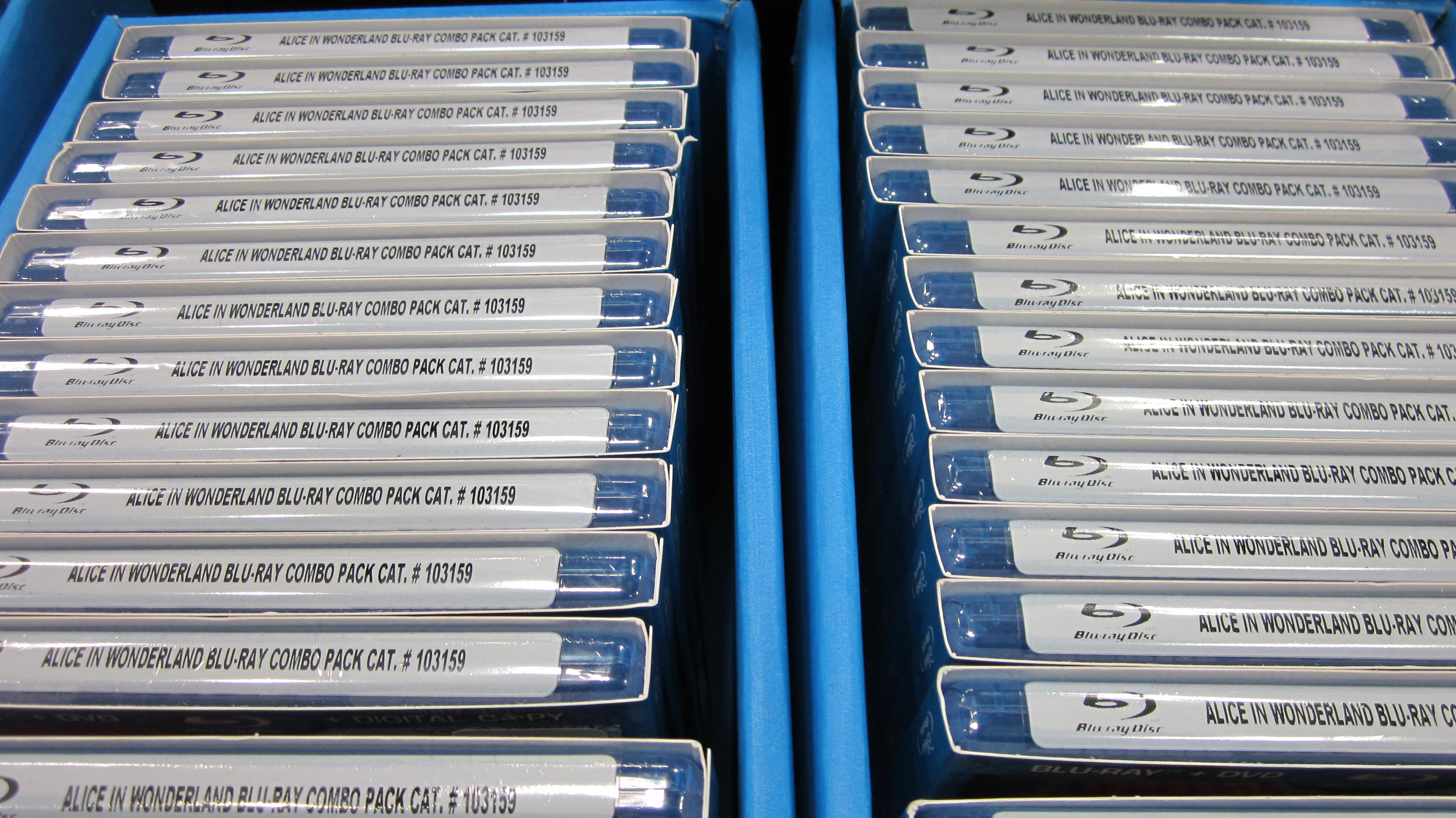
Blu-ray de la película en San Francisco (California).

La película se estrenó en DVD y Blu-Ray el 1 de junio de 2010 en Estados Unidos.

## Banda sonora
Se editaron dos discos, el primero para la música de fondo y el segundo para los títulos de crédito del final.
El compositor de la banda sonora, Danny Elfman, confirmó que el primer disco sería lanzado como Alice In Wonderland Original Motion Picture Soundtrack (2010).

### Alice In Wonderland Original Motion Picture Soundtrack (2010)
| Alice in Wonderland Original Motion Picture Soundtrack |                              |          |  |
| N.º                                                    | Título                       | Duración |  |
| 1.                                                     | «Alice's Theme»              | 5:07     |  |
| 2.                                                     | «Little Alice»               | 1:37     |  |
| 3.                                                     | «Proposal/Down the Hole»     | 2:58     |  |
| 4.                                                     | «Doors»                      | 1:52     |  |
| 5.                                                     | «Drink Me»                   | 2:48     |  |
| 6.                                                     | «Into the Garden»            | 0:50     |  |
| 7.                                                     | «Alice Reprise #1»           | 0:27     |  |
| 8.                                                     | «Bandersnatched»             | 2:42     |  |
| 9.                                                     | «Finding Absolem»            | 2:41     |  |
| 10.                                                    | «Alice Reprise #2»           | 0:38     |  |
| 11.                                                    | «The Cheshires Cat»          | 2:07     |  |
| 12.                                                    | «Alice and Bayard's Journey» | 4:04     |  |
| 13.                                                    | «Alice Reprise #3»           | 0:24     |  |
| 14.                                                    | «Alice Escapes»              | 1:07     |  |
| 15.                                                    | «The White Queen»            | 0:37     |  |
| 16.                                                    | «Only a Dream»               | 1:26     |  |
| 17.                                                    | «The Dungeon»                | 2:19     |  |
| 18.                                                    | «Alice Decides»              | 3:15     |  |
| 19.                                                    | «Alice Reprise #4»           | 1:02     |  |
| 20.                                                    | «Going to Battle»            | 2:42     |  |
| 21.                                                    | «The Final Confrontation»    | 1:41     |  |
| 22.                                                    | «Blood of the Jabberwocky»   | 2:37     |  |
| 23.                                                    | «Alice Returns»              | 3:15     |  |
| 24.                                                    | «Alice Reprise #5»           | 2:56     |  |

### Almost Alice(2010)
Es el título del segundo disco, el cual contiene 16 canciones que salieron en los títulos de crédito del final de la película. El primer sencillo fue Alice interpretado por Avril Lavigne. Ambos discos fueron lanzados el 2 de marzo de 2010. Los temas que contiene el disco Almost Alice son los siguientes:
| N.º | Título                       | Artista                         |
| --- | ---------------------------- | ------------------------------- |
| 1.  | "Alice"                      | Avril Lavigne                   |
| 2.  | "The Poison"                 | The All-American Rejects        |
| 3.  | "The Technicolor Phase"      | Owl City                        |
| 4.  | "Her Name Is Alice"          | Shinedown                       |
| 5.  | "Painting Flowers"           | All Time Low                    |
| 6.  | "Where's My Angel"           | Metro Station                   |
| 7.  | "Strange"                    | Tokio Hotel and Kerli           |
| 8.  | "Follow Me Down"             | 3OH!3 and Neon Hitch            |
| 9.  | "Very Good Advice"           | Robert Smith                    |
| 10. | "In Transit"                 | Mark Hoppus and Pete Wentz      |
| 11. | "Welcome to Mystery"         | Plain White T's                 |
| 12. | "Tea Party"                  | Kerli                           |
| 13. | The Lobster Quadrille"       | Franz Ferdinand                 |
| 14. | "Always Running Out of Time" | Motion City Soundtrack          |
| 15. | "Fell Down a Hole"           | Wolfmother                      |
| 16. | "White Rabbit"               | Grace Potter and the Nocturnals |
| 17. | "Sea What We Seas"           | Never Shout Never               |
| 18. | "Topsy Turvy"                | Family Force 5                  |
| 19. | "Extreme"                    | Valora                          |
| 20. | "HCTE"                       | Aterrmata                       |
| 21. | "Clara"                      | Eloise                          |

## Premios
Premios Óscar:
| Año  | Categoría                 | Receptor                                                   | Resultado |
| ---- | ------------------------- | ---------------------------------------------------------- | --------- |
| 2010 | Mejor dirección de arte   | Robert Stromberg Karen O'Hara                              | Ganadores |
| 2010 | Mejor diseño de vestuario | Colleen Atwood                                             | Ganadora  |
| 2010 | Mejores efectos visuales  | Ken Ralston David Schaub Carey Villegas Sean Sean Phillips | Nominados |

Premios Globo de Oro:
| Año  | Categoría                          | Receptor                           | Resultado |
| ---- | ---------------------------------- | ---------------------------------- | --------- |
| 2011 | Mejor película - comedia o musical | Mejor película - comedia o musical | Candidata |
| 2011 | Mejor actor - comedia o musical    | Johnny Depp                        | Candidato |
| 2011 | Mejor banda sonora                 | Danny Elfman                       | Candidato |

## Secuela
Se anunció la película Alicia a través del espejo, cuyo estreno tuvo lugar en mayo de 2016.